# Coddingtonia
Genre
Synonymes
- Luangnam Wunderlich, 2011

Coddingtonia est un genre d'araignées aranéomorphes de la famille des Theridiosomatidae.

## Distribution
Les espèces de ce genre se rencontrent en Chine, au Laos, en Malaisie et en Indonésie.

## Liste des espèces
Selon World Spider Catalog (version 25.0, 13/03/2024) :
- Coddingtonia anaktakun Labarque & Griswold, 2014
- Coddingtonia chenyufengi Lin & Li, 2024
- Coddingtonia discobulbus (Wunderlich, 2011)
- Coddingtonia erhuan Feng & Lin, 2019
- Coddingtonia euryopoides Miller, Griswold & Yin, 2009
- Coddingtonia huifengi Feng & Lin, 2019
- Coddingtonia lizu Feng & Lin, 2019

## Systématique et taxinomie
Ce genre a été décrit par Miller, Griswold et Yin en 2009 dans les Theridiosomatidae.
Luangnam a été placé en synonymie par Labarque et Griswold en 2014.

## Étymologie
Ce genre a été nommé en l'honneur de Jonathan A. Coddington.

## Publication originale
- Miller, Griswold & Yin, 2009 : « The symphytognathoid spiders of the Gaoligongshan, Yunnan, China (Araneae, Araneoidea): Systematics and diversity of micro-orbweavers. » ZooKeys, no 11, p. 9-195 (texte intégral).